# Le Contrat des Judoons
Le Contrat des Judoons (Fugitive of the Judoon) est le cinquième épisode de la douzième saison de la seconde série télévisée britannique Doctor Who. Il est diffusé le 26 janvier 2020 sur BBC One. En France, il est disponible sur france.tv à partir du 27 février 2020.
Il voit le retour des Judoons créatures extraterrestres qui n'étaient plus apparues dans la série depuis Le Magicien et son disciple en 2015, ainsi que de Jack Harkness. Il s'agit également de la première apparition d'un nouveau Docteur, incarnée par Jo Martin.

## Résumé
Pendant que ses compagnons essaient de la faire parler de ses recherches du Maître (étant donné son hypothèse qu'il aurait pu échapper au Kasaavin), le Docteur apprend qu'un peloton de Judoon est descendu sur Gloucester et a mis un champ de force autour de la ville à la recherche d'un fugitif. Le Docteur contourne le champ de force et arrive à Gloucester. Au moment de l'atterrissage et à l'insu du Docteur, Graham est téléporté vers un vaisseau spatial, volé, piloté par le capitaine Jack Harkness, qui a pris Graham pour le Docteur. Le Docteur intervient lorsqu'un Judoon essaie d'attaquer l'appartement de Lee et Ruth Clayton, et négocie une trêve pour interroger le couple et arrivée chez eux, elle trouve une boîte cachée. Lee refuse de répondre aux questions du Docteur, mais il aide le groupe à fuir en se livrant aux Judoon avant d'être tué par leur commanditaire, Gat, qui l’identifie  comme le complice de la fugitive, Ruth.
Alors que le Docteur s'enfuit avec Ruth vers la cathédrale de Gloucester, Ryan et Yaz sont téléportés à leur tour vers le navire de Harkness, qui est maintenant attaqué par les propriétaires légitimes du vaisseau qu’il pilote. Lorsque Harkness constate que le champ de force des Judoons l'empêche de téléporter le Docteur, il demande à ses compagnons de lui dire de se méfier du "Cyberman solitaire" et de ne pas lui donner ce qu'il veut. Il est obligé de se téléporter car il est attaqué par le système antivol du navire tandis que Graham, Ryan et Yaz sont ramenés à Gloucester. Le Docteur et Ruth sont bientôt entourés du Judoon dans la cathédrale. Ruth les attaque par réflexe, les forçant à battre en retraite après avoir arraché la corne de leur commandant. Ruth, incapable de s'expliquer, elle révèle au Docteur que Lee lui a envoyé un message avant de mourir, ce qui les conduit vers un phare où elle a grandi.
Arrivée au phare, le Docteur trouve un TARDIS enterré à l'extérieur sous une pierre tombale vierge d’inscriptions. Pendant ce temps, Ruth entre dans le phare et, brisant un boîtier d'alarme, est envahie par une énergie qui lui restitue la mémoire. Ruth se présente alors comme le docteur. Sans se souvenir de l'autre, le Docteur suppose que Ruth est une incarnation passée inconnue tandis que Ruth lui révèle qu'elle a utilisé un camouflage pour se cacher de son ancienne coéquipière, Gat. Le TARDIS de Ruth est ensuite emmené à bord du navire Judoon, et le docteur et Ruth affrontent Gat, qui se révèle être un Seigneur du Temps chargé  de récupérer Ruth. Malgré les conseils de Ruth, le Docteur se présente et montre à Gat une vision du Gallifrey détruit qu'elle a vu. Gat est tuée lorsqu'elle veut exécuter Ruth avec une arme sabotée qu’elle lui avait confisquée.
Le Docteur ayant été renvoyée à Gloucester par Ruth, elle retrouve ses compagnons, qui lui relaient le message de Jack Harkness. Troublée par les événements récents, le Docteur sent que quelque chose se prépare contre elle.

### Continuité
- On revoit les Judoons, introduits dans l'épisode La Loi des Judoons, auquel le Docteur fait référence en parlant des Judoons sur la Lune.
- Cet épisode marque le retour de Jack Harkness, ancien compagnon récurrent du Docteur, et personnage de la série dérivée Torchwood.
- Cet épisode introduit Jo Martin comme nouvelle incarnation inconnue du Docteur.
- Ce n'est pas la première fois que plusieurs incarnations du Docteur se rencontrent et l'oublient ensuite, on l'a vu récemment dans l'épisode Il était deux fois.

## Distribution
Sauf indication contraire, les informations mentionnées dans cette section peuvent être confirmées par la base de données cinématographiques IMDb,  présente dans la section « Liens externes ».
- Jodie Whittaker (VF : Marcha Van Boven) : Treizième Docteur
- Mandip Gill (VF : Melissa Windal) : Yasmin Khan
- Tosin Cole (VF : Maxym Anciaux) : Ryan Sinclair
- Bradley Walsh (VF : Luc Vandermaelen) : Graham O'Brien
- John Barrowman (VF : Sébastien Hébrant) : Jack Harkness
- Jo Martin : Ruth Clayton / Le Docteur
- Neil Stuke (en) : Lee Clayton
- Ritu Arya : Gat
- Paul Kasey : capitaine Judoon Pol-Kon-Don
- Julia Foster : Marcia
- Michael Begley (acteur) (en) : All Ears Allan
- Katie Luckins : touriste
- Simon Carew, Richard Highgate, Richard Price et Matthew Rohman : Judoons
- Nicholas Briggs (en) : voix des Judoons

## Production et diffusion

### Casting
Le retour des Judoons et le cast de Neil Stuke (en) et Jo Martin sont annoncés en mai 2019,. Ils sont confirmés dans le numéro de Doctor Who Magazine de janvier 2020. Martin est annoncée sous le nom de « Ruth Clayton, guide touristique de Gloucester », sans qu'il ne soit précisé qu'elle est une incarnation inconnue du Docteur,. Le retour du personnage de Jack Harkness, joué par John Barrowman, est caché jusqu'à la diffusion de l'épisode.

### Tournage

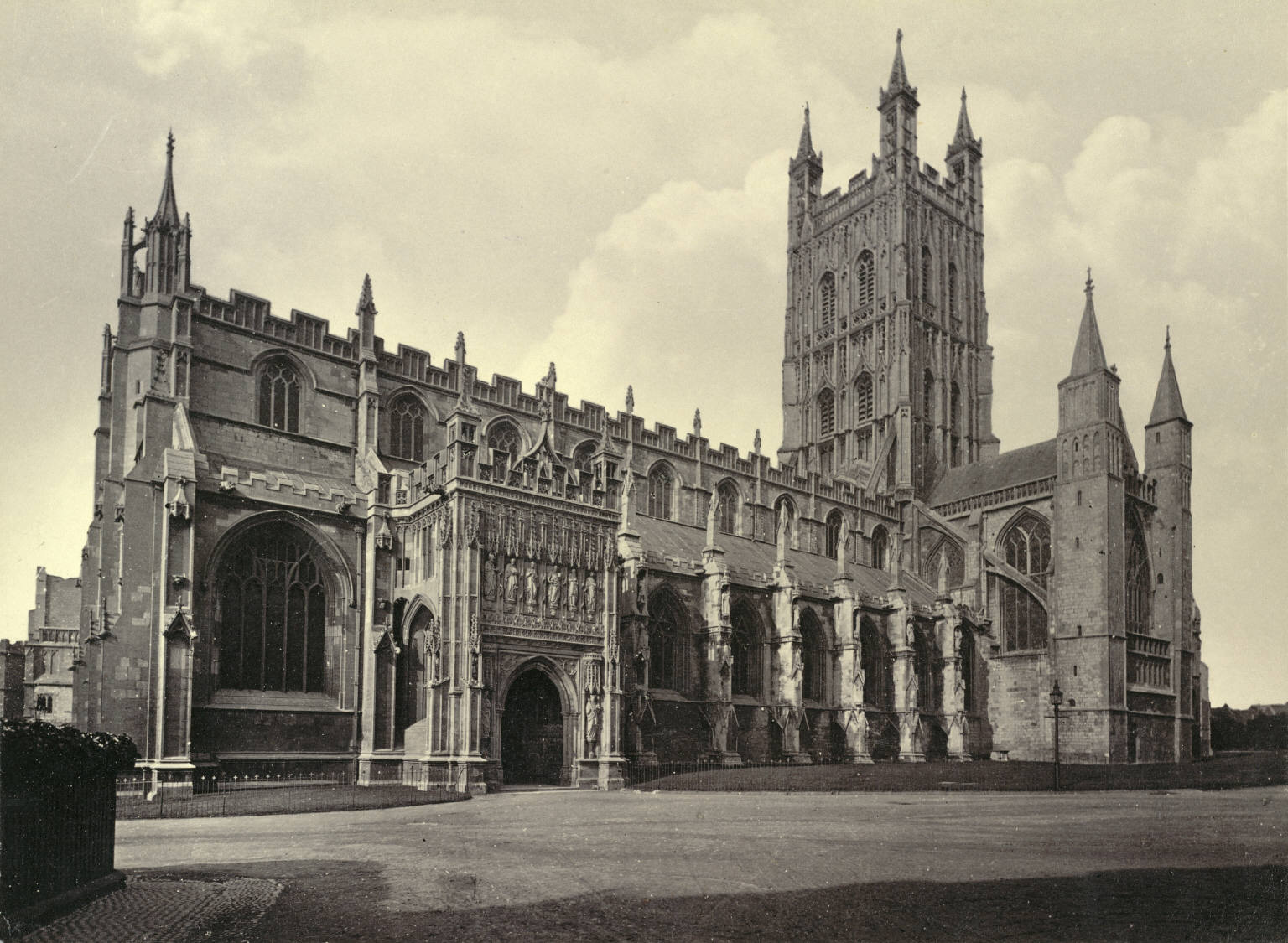
La cathédrale de Gloucester.

Nida Manzoor réalise le troisième bloc de la saison, composé des épisodes quatre et cinq. Le tournage des scènes d'extérieur se déroule les 22 et 23 mai 2019 dans le centre-ville de Gloucester, devant la cathédrale et dans un café. La ville était déjà le décor de l'épisode spécial de 2008 Cyber Noël.

### Diffusion
Le Contrat des Judoons est diffusé le 26 janvier 2020 sur BBC One. La chaîne repousse les séances de presse à seulement quelques heures avant la diffusion télévisuelle, compte tenu des importantes révélations et surprises de l'épisode, qui ne doivent pas être spoilées.

## Réception

### Accueil public
Le Contrat des Judoons réunit 5,42 millions de téléspectateurs, soit 24,5 % de part de marché. Tous supports confondus, l'épisode est visionné par 5,57 millions de personnes. Il bénéficie d'un Appreciation Index de 83, supérieur aux quatre premiers épisodes de la saison.

### Accueil critique
Rotten Tomatoes attribue à l'épisode la note de 100 %, sur un total de quinze critiques. D'après l'agrégateur, Le Contrat des Judoons fait consensus, permettant à la douzième saison de « prendre un virage pour le mieux » grâce à un épisode « surprenant et délicieux ».